# Війни які
Війни я́кі (ісп. Guerra del Yaqui) — серія збройних конфліктів у період від 1533 до 1929 року між індіанським народом я́кі і віцекоролівством Нова Іспанія, а пізніше і з Мексиканською республікою. Протягом майже 400 років іспанці і мексиканці неодноразово починали військові кампанії на території народу які.

## Причини
Основною причиною конфлікту була колонізація, як і у всіх інших війнах з індіанцями. Іспанці, а пізніше мексиканці, хотіли завоювати нові землі і володіти природними ресурсами корінних жителів. Ситуація ускладнилася 1684 року, коли іспанські дослідники виявили срібло на річці Які (сучасна Сонора, Мексика).

## Війна з Іспанією
1533 року іспанський дослідник Дієго Гусман прибув на річку Які, де його вже чекали індіанці. Які накреслили на землі лінію, позначивши свою територію. Очевидці описують зустріч так:
|  | Іспанський командир повідомляє, що вони прийшли з миром. Які відповідають, що вони вб'ють усіх загарбників, потім вони звільняють гіда іспанців, узятого в полон за день до цього. Один з індіанців, який носив одяг вишитий дрібними перлами, що зображували оленів і птахів, підходить до Гусмана. Він зупиняється перед ним, ударяє по землі кінцем свого лука, цілує його і, піднімаючись, погрожує іспанцеві: якщо ви наступите на цю лінію або перетнете її, ви всі помрете. |

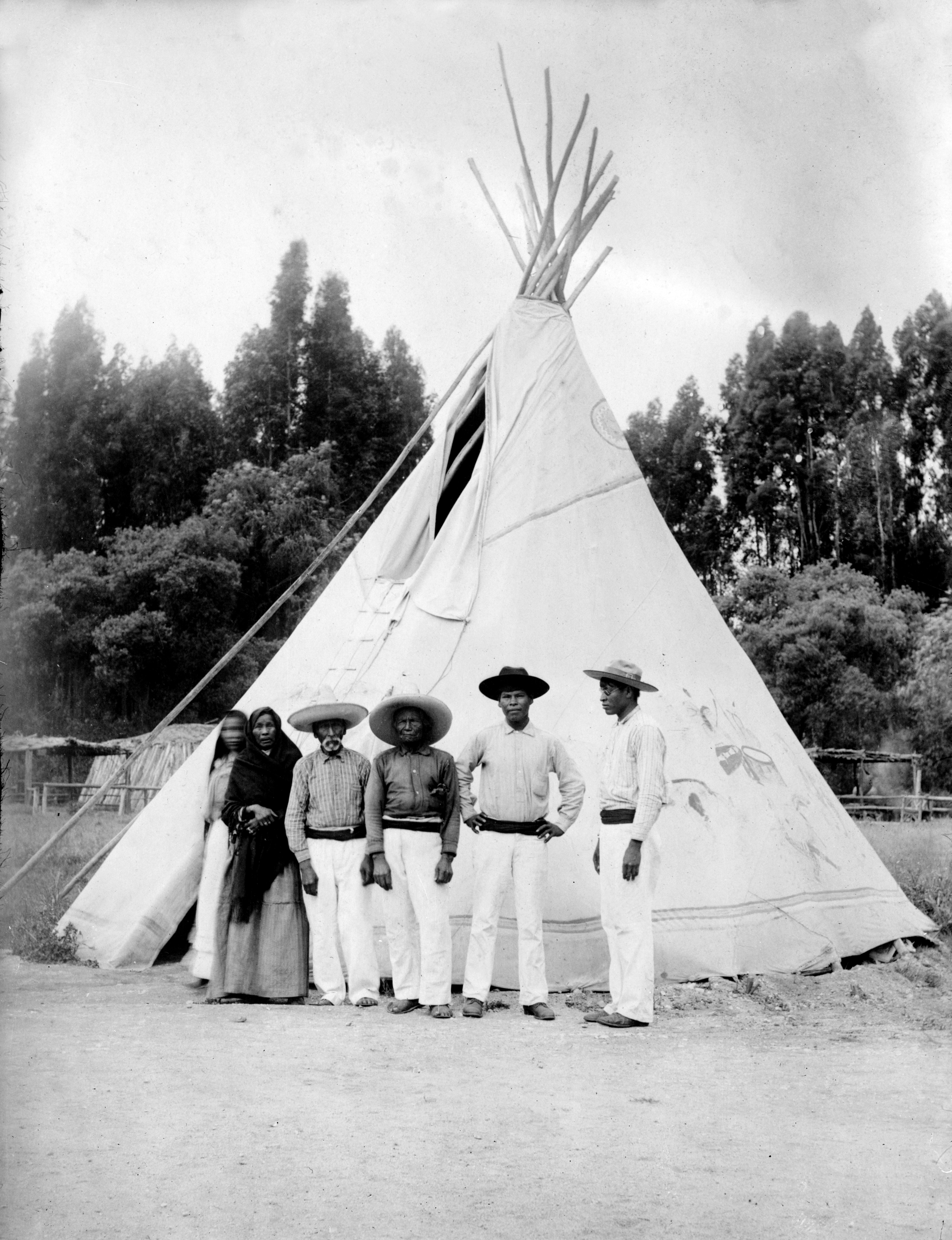
Індіанці які

Гусман (через перекладача) повідомив, що вони повертаються і віддають їм продовольство. Які рішуче не хотіли відпускати іспанців, тоді Дієго наказав відкрити вогонь і спішно відступити. Після конфлікту Дієго Гусман був змушений повернутися в Нову Галісію, щоб не загострювати ситуацію.
1565 року Франсіско де Ібарра почав домовлятися з народом які про мирну колонізацію, але безуспішно. 1600 року капітан Дієго Мартінес де Худайде почав кампанію з завоювання території народів я́кі і майо, оскільки на їхній території стали переховуватися заколотники і повстанці, які втекли від Іспанії. 1608 року Хурдайде, під командуванням якого було 40 вершників і 2000 місцевих союзників, вдерся на територію я́кі. Недалеко від річки Які відбулася битва. Загін, зазнавши великих втрат убитими і пораненими, після цілого дня боїв був змушений відступити. 1609 року Хурдайде знову намагається завоювати територію я́кі, але, втративши майже весь загін, повернувся з поразкою. 1615 року Хурдайде вдалося домовитися про мир між віцекоролівством Нова Іспанія і вождями які, які погодилися видати втікачів, що переховуються на їхній території.
1617 року, за ініціативою самих які, на їхні землі прибули місіонери-єзуїти Андрес Перес де Рібас (іспанець) і Томас Базиліо (італієць). Після прибуття єзуїтів, я́кі жили відносно мирно більше ста років. Місіонери, щоб проповідувати, заснували вісім сіл: Кокорит, Бакум, Вікам, Потам, Торим, Уїривіс, Рувим та Белем. Єзуїти довгий час були союзниками і захищали я́кі від іспанського завоювання. У XVIII столітті ставлення до єзуїтів змінилося і це призвело до чергового конфлікту з іспанцями. 1740 року Хуан Каліхто почав війну проти народу які і домігся незначних успіхів, але які, об'єднавшись із сусідніми племенами (майо, опата, піма), до 1742 року витіснили колоністів зі своєї землі.

## Війна з Мексикою

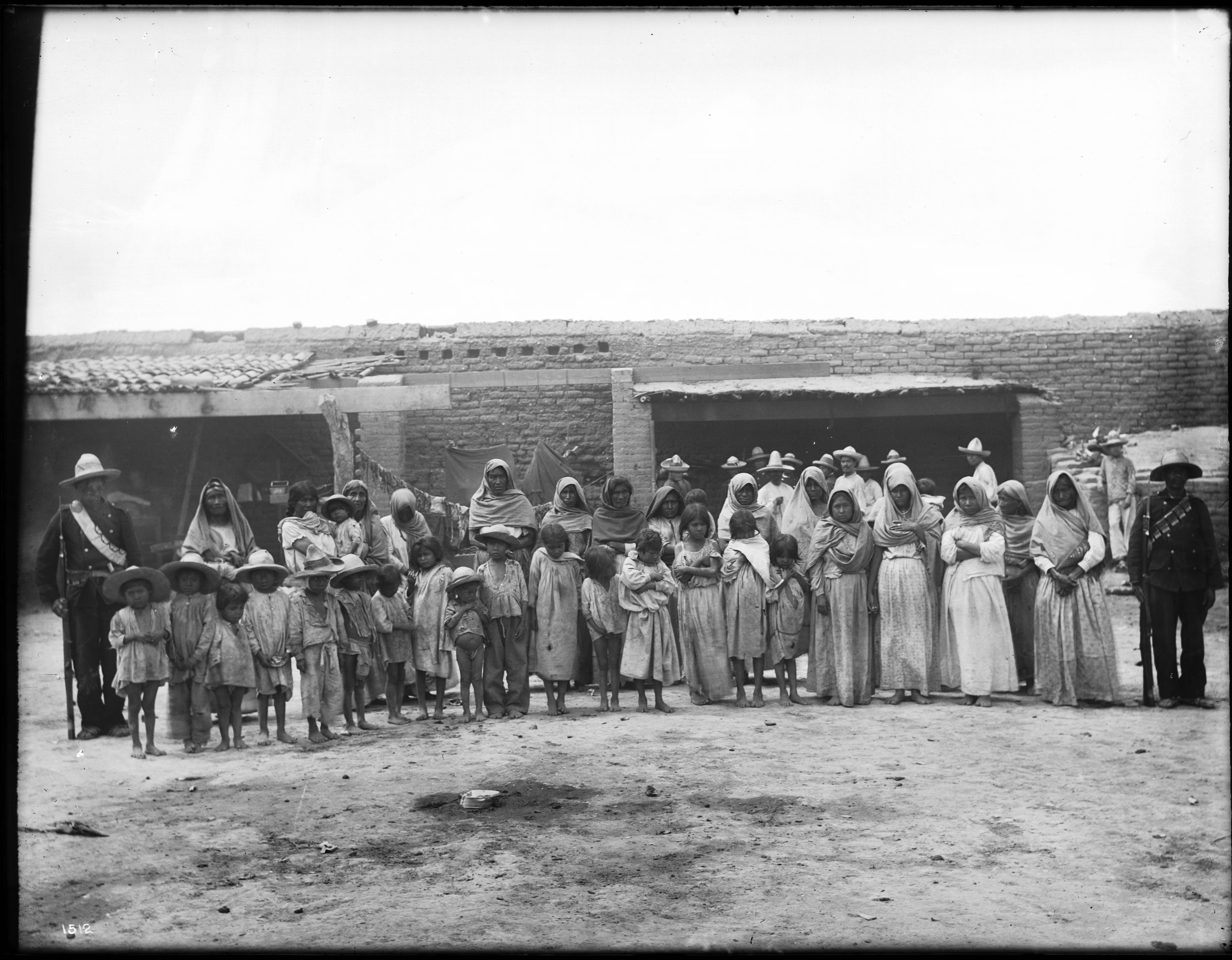
Група індіанців які під охороною мексиканських солдатів

Які до війни за незалежність Мексики жили мирно. Під час мексиканської війни за незалежність від Іспанії (1810—1821) які не брали участь на жодній зі сторін. 1825 року уряд Сонора і Сіналоа (частина держави Мексика) прийняв закон, згідно з яким які стали її громадянами і обкладалися податками. Які раніше ніколи не платили податки і, побоюючись втратити території, почали черговий збройний конфлікт. Вождь які Хуан Бандерас проголосив об'єднання народів північного заходу в єдину державу і почав війну проти мексиканців. Вождь отримав підтримку католицького священика Педро Лейвоя та інших місіонерів, які були незадоволені федеральною системою Мексики. Повсталі своїм символом обрали Діву Гваделупську. У 1825—1826 роках Хуан Бандерас успішно боровся проти держави Сонора і Сіналоа. Війна настільки зачепила країну, що столицю в цілях безпеки перенесли з Косали в Фуерте. 1827 року мексиканці в околицях Ермосільо перемогли армію Бандераса. Основна причина поразки була в тому, що вони переважно використовували лук і стріли, а мексиканці мали вогнепальну зброю. Після поразки, Бандерас уклав мир з урядом Сонора і Сіналоа, завдяки якому був помилуваний і призначений генерал-капітаном які.

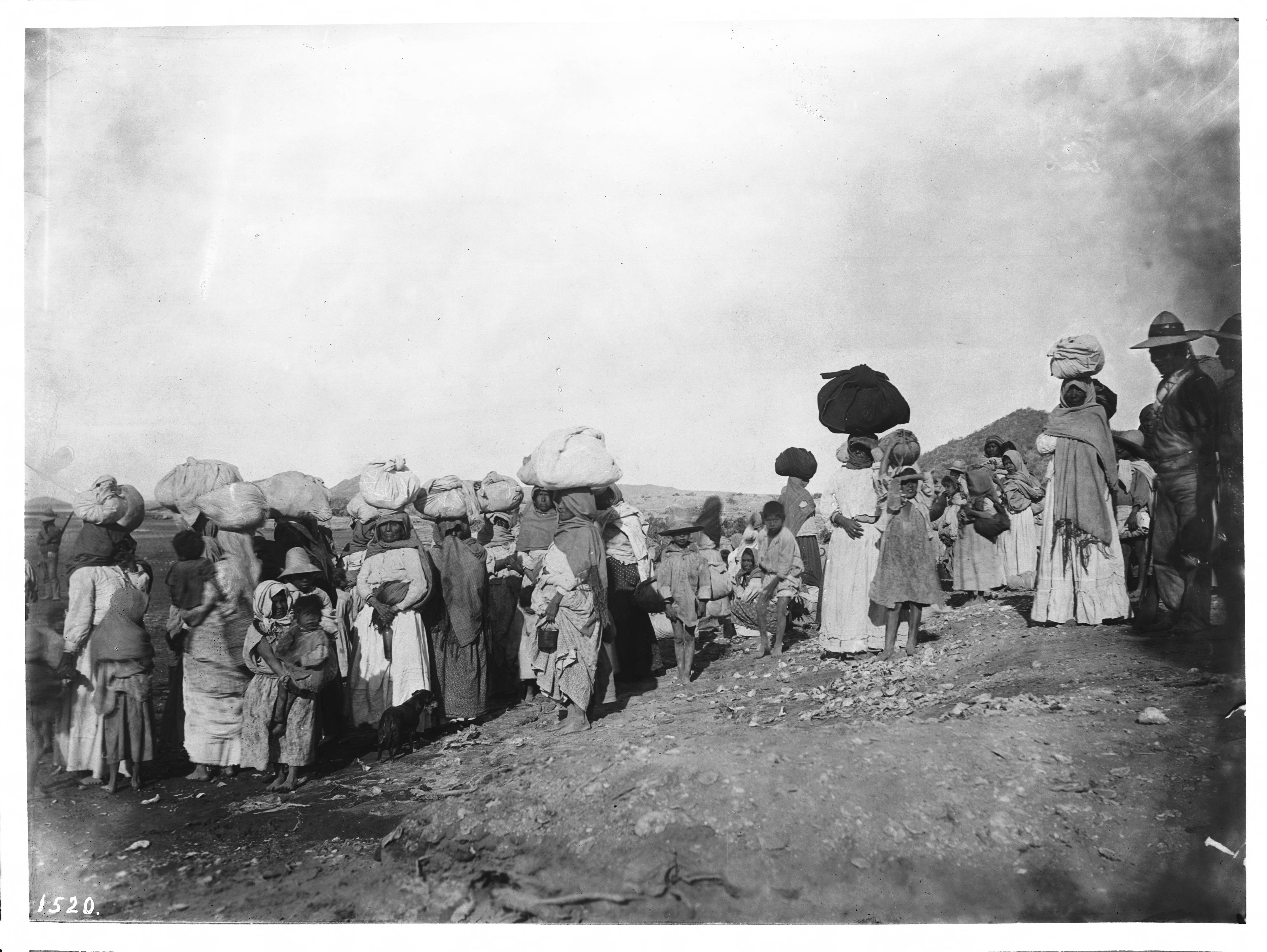
Група я́кі під час депортації в інший регіон (Сонора, Мексика)

1828 року посаду генерал-капітана було скасовано, і уряд Сонора і Сіналоа знову заявив про податки з які і вирішив обмежити їхні землі. 1832 року Бандерас знову почав війну проти мексиканської влади об'єднавшись з Долорес Гутьєррес, вождем народу опата. В грудні 1932 року в битві при Сойопі мексиканські війська здобули перемогу і взяли в полон Бандераса та інших індіанських вождів. У січні 1833 року Бандераса і Гутьєрреса разом з 10 іншими учасниками страчено. Хуан Бандерас залишився в пам'яті народу як символ опору я́кі іноземним завойовникам.
Після поразки Пескейра від французів біля міста Гуаймас 1865 року, я́кі уклали союз із французами в боротьбі проти мексиканців. Матео Маркін (вождь я́кі) публічно висловився на підтримку французів, а також Рефугіо Тенорі (вождь опата) підтримав його. Вони взяли під контроль Аламос (Сонора) і Урес. 1868 року, після відходу французів, Пескейра призначив про-мексиканського я́кі для керування територіями, але його було вбито.
Пескейра призначив Гарсію Моралеса керувати кампанією проти я́кі. 1868 року 600 я́кі здалися в Кокориті. Мексиканці тримали в церкві 400 я́ки, але після того, як вони відмовилися співпрацювати з мексиканцями, солдати обстріляли церкву і підпалили її, внаслідок чого загинуло 120 чоловіків, жінок і дітей. Це був один з найжорстокіших інцидентів в історії збройного конфлікту між мексиканцями і народом які. Після подій в Кокориті багато індіанців стали емігрувати, а деяких мексиканці депортували або поневолили.

## Повстання (1875—1887)

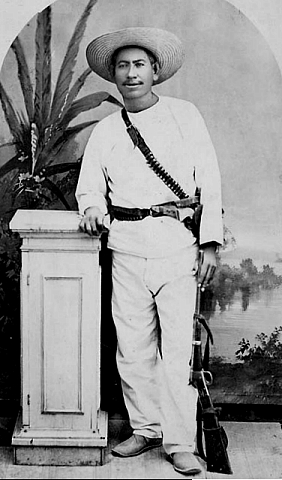
Кахеме

1874 року Пескейра, за вірну службу, призначив Кахеме алькальдом у всіх містах я́ки і майо. Хосе Ж. Пескейра (син губернатора) був призначений наступником губернатора. Які вирішили скористатися ситуацією і поміняти губернатора. Пескейра з резиденції в Медано почав репресії проти я́кі, ранчо яких розграбували, убивши багатьох людей.
1876 року вождь я́кі Кахеме заснував незалежну республіку в Сонорі, об'єднавши вісім індіанських племен під своїм керівництвом. Він зібрав армію близько 4000 вояків, які для захисту своєї території побудували укріплення Ель-Аніл (Індиго). Ель-Аніл був розташований недалеко від села Вікам, посередині густого лісу на лівому березі річки Які і мав широкий рів для захисту. Запаси продовольства і домашня худоба містилися в межах зміцнення, а для забезпечення питною водою від річки спорудили жолоб. Ель-Аніл був оточений дерев'яним частоколом з товстих стовбурів дерев, сплетених гілками.
Завдяки багаторічному бойовому досвіду, він перший час успішно боровся з мексиканцями, а Ель-Аніл не була злочинною фортецею. Збройне протистояння супроводжувалося звірствами з обох боків. Спроби урядових військ придушити рух довгий час закінчувалася невдачею. 12 травня 1886 року мексиканці захопили Ель-Аніл. Після битви мексиканський уряд амністував людей, що жили в селах Уївіріс, Потам, Бакум, Кокорит, в обмін на здачу зброї. Натомість людям в селах давали одяг і їжу. Більшість солдатів я́кі, що залишились, тепер не могли вести війну безпосередньо з мексиканськими збройними силами. Зрештою, голод змусив повстанців сховатися в укріпленій гірській фортеці Буатачіве.
1887 року заколотників розгромила мексиканська армія. І хоча Кахеме вдалося втекти і сховатися в Гуаймасі, він врешті-решт був виданий владі і 23 квітня 1887 розстріляний.

## Останні зіткнення
В лютому 1896 року відбулася чергова сутичка мексиканців і народу я́кі. Мексиканський революціонер Лауро Аґірре розробив план повалення уряду Порфіріо Діаса. Агірре і його люди змогли переконати кількох уродженців я́кі і піма приєднатися до повстання. 12 серпня 1896 року об'єднані сили (близько 70 осіб) напали на прикордонне місто Ногалес, Сонора. На допомогу захисникам міста прийшло американське ополчення, сформоване в сусідній Аризоні. Повсталі були змушені відступити, але їх ще довго розшукували по всій території Сонори. 1897 року в Ортісі підписано мирний договір між я́кі і мексиканським урядом, але 1899 року почалися нові військові дії, які призвели до кривавої різанини в Мазокобі 1900 року, коли були вбито кілька сотень індіанців. Мануель Бальбас пише, що деякі я́ки не хотіли здаватися мексиканцям і вчинили самогубство. Він був очевидцем одного з таких самогубств і описував його: 
|                                                                         | підійшла до тіла свого коханого, на мить опустилася на коліна, злегка вклонилася і, можливо, в останній раз глянула на обличчя коханого, й відразу ж встала, швидко побігла як газель до прірви, і, не замислюючись, зістрибнула в обрив. |
| — Мануель Бальбас, Sociedad de Edition y Liberia Franco Americana, 1927 | |

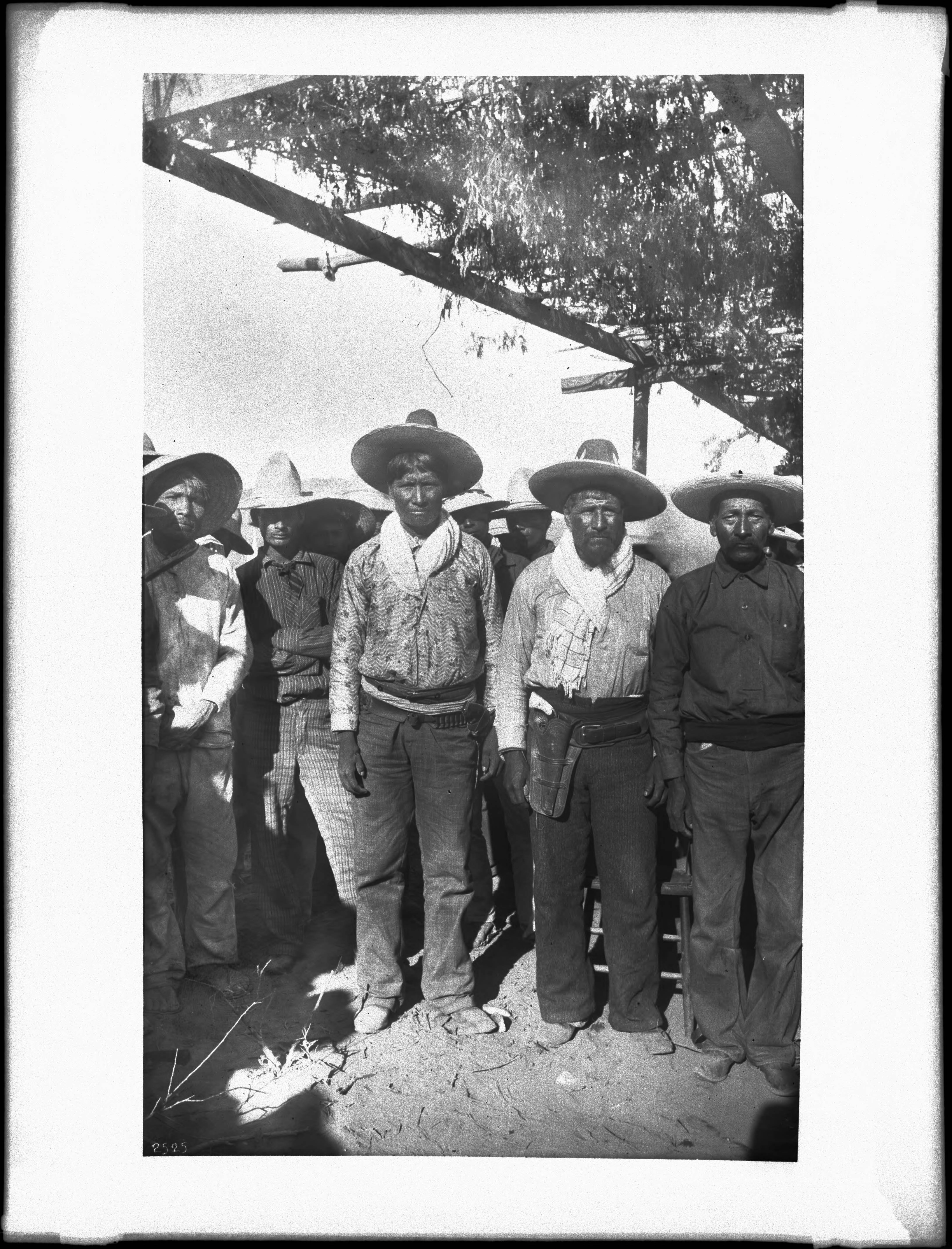
Група індіанців я́кі, разом з вождем Талавіатою, під час підписання мирного договору в Ортісі (1910 рік)

Наприкінці 1890-х і на початку 1900-х років, велика кількість членів племені я́кі почали рух на північ, щоб оселитися в США, переважно навколо Тусона і Фінікса, штат Аризона. Незначна частина індіанців переселилася в деякі частини Техасу, зокрема в райони Ель-Пасо і Лаббок.
На початку 1900-х років Порфіріо Діас почав виступати за вирішення конфлікту з я́кі. 1903 року прийнято рішення депортувати мирних і бунтівних уродженців народу які на Юкатан і в Оахаку. Внаслідок депортації 1900—1911 років від 15 000 до 60 000 осіб загинуло.
Після початку мексиканської революції 1910 року воїни я́кі приєдналися до всіх армій повстанських груп. Вони також почали переселятися на свої споконвічні землі вздовж річки Які. 1911 року Діас був висланий, і президент Франсіско Мадеро вступив на посаду. Він обіцяв народу я́кі компенсувати втрату землі, але до 1920 року, коли остаточно закінчилася революція, обіцянки було забуто. 1916 року мексиканський генерал Альваро Обрегон почав створювати фільварки на землі я́кі, що призвело до нового збройного конфлікту між місцевими жителями і військовиками.
Останній конфлікт між мексиканцями і я́кі стався в 1927—1928 роках. У квітні 1927 року в Серро-дель-Галло почалося повстання я́кі. 28 квітня 1927 року газета «Los Angeles Times» повідомила, що мексиканські федеральні війська захопили 415 я́кі, серед яких 26 чоловіків, 214 жінок і 175 дітей. У мексиканській газеті «El Universal» повідомлялося, що я́кі пішли в гори, мексиканський федеральний штаб вирішив зробити серйозний наступ на них. Операцією керуватиме генерал Обрегон за сприяння генерала Манзо. Згідно з іншим звітом, опублікованим 5 жовтня 1927 року, до штату Сонора прибуло 12 000 солдатів мексиканської армії, оснащені 8-мм кулеметами, літаками і отруйним газом. 2 жовтня 1927 року газета «Los Angeles Times» повідомила, що генерал Франциско Р. Манзо, командувач федеральними силами в Соноре, повідомив президенту Кальєсу, що він очікує швидкої капітуляції Луїса Матіуса.
Нині проблеми між мексиканським урядом і народом я́кі поновилися. Які виступали проти акведуків, які беруть воду з річки Які в Ермосійо, і проти проходження газопроводу Сонора через їхні землі. 2005 року Октавіано Хекарі подав скаргу в Організацію Об'єднаних Націй проти президента Вісенте Фокса.

## Примітка
1. ↑  John Kendall. Encyclopedia of American Indian History2008236Edited by Bruce Johansen and Barry M. Pritzker. Encyclopedia of American Indian History. Santa Barbara, CA and Oxford: ABC‐Clio 2008., ISBN: 978 1 85109 817 0 $395 4 vols Also available as an e‐book (ISBN 978 1 85109 818 7) // Reference Reviews. — 2008. — Т. 22, вип. 5 (13 червня). — С. 51–53. — ISSN 0950-4125. — DOI:10.1108/09504120810885423.
2. ↑  Edward H Spicer.  — Tucson : Univ. of Arizona Press, 2006. — ISBN 9780816500215. Архівовано з джерела 27 серпня 2019
3. 1 2  Cécile Gouy-Gilbert. I. La conquista del noroeste // Una resistencia india : Los Yaquis. — Mexico : Centro de estudios mexicanos y centroamericanos, 2015. — 4 junio. — P. 23–52. — ISBN 9782821855595. Архівовано з джерела 25 грудня 2019. Процитовано 19 вересня 2020.
4. ↑  John D. Meredith. The Yaqui Rebellion of 1740: A Jesuit Account and Its Implications // Ethnohistory. — 1975. — Т. 22, вип. 3 (25 березня). — С. 222. — ISSN 0014-1801. — DOI:10.2307/481032.
5. 1 2  Spicer, Edward H. Cycles of conquest : the impact of Spain, Mexico, and the United States on the Indians of the Southwest, 1533-1960. — Univ. of Arizona Press, 2006. — ISBN 0816500215, 9780816500215.
6. 1 2  Edward H. Spicer. Preface // Cycles of Conquest. — University of Arizona Press. — С. vii–ix. — ISBN 9780816532926, 9780816500222.
7. ↑  Juan Antonio Cruz Parcero. DE POEMAS, BANDERAS, DELITOS Y MALAS DECISIONES. LA SENTENCIA DE LA SUPREMA CORTE SOBRE EL CASO WITZ // Revista de la Facultad de Derecho de México. — 2017. — Т. 56, вип. 245 (6 вересня). — С. 423. — ISSN 1870-8722 2448-8933, 1870-8722. — DOI:10.22201/fder.24488933e.2006.245.61702.
8. ↑  Johansen, Bruce Elliott. Encyclopedia of American Indian history. — ABC-CLIO, 2007. — ISBN 9781851098170, 1851098178, 9781851098187, 1851098186, 2007011970.
9. ↑  Edward H. Spicer. Preface // Cycles of Conquest. — University of Arizona Press. — С. vii–ix. — ISBN 9780816532926, 9780816500222.
10. 1 2  Yaqui Indians Lenten Observance // Western Folklore. — 1947. — Т. 6, вип. 3 (1 липня). — С. 280. — ISSN 0043-373X. — DOI:10.2307/1497218.
11. ↑  Paco Ignacio Taibo II, documenta el brutal genocidio yaqui en nuestro país | Tukari. web.archive.org. 27 квітня 2018. Архів оригіналу за 27 квітня 2018. Процитовано 28 серпня 2019.
12. ↑  Cécile Gouy-Gilbert. Una resistencia india. — Centro de estudios mexicanos y centroamericanos, 1985. — ISBN 9789688220566, 9782821855595.
13. ↑  Spicer, Edward H. Cycles of Conquest : the Impact of Spain, Mexico, and the United States on Indians of the Southwest, 1533-1960. — University of Arizona Press, 1967. — ISBN 9780816532926, 0816532923.
14. ↑  КАХЕМЕ Хосе Мария. persons-info.com. Архів оригіналу за 28 серпня 2019. Процитовано 28 серпня 2019.
15. ↑  Huachuca Illustrated, vol 1, 1993: Fort Huachuca: The Traditional Home of the Buffalo Soldier. net.lib.byu.edu. Архів оригіналу за 8 грудня 2020. Процитовано 28 серпня 2019.
16. ↑  Ralph H. Vigil, Mario T. Garcia. Desert Immigrants: The Mexicans of El Paso, 1880-1920. // International Migration Review. — 1982. — Т. 16, вип. 1 (25 березня). — С. 223. — ISSN 0197-9183. — DOI:10.2307/2545250.
17. ↑  Kyle M. Yates. Book Review: The Scofield Reference Bible with Cyclopedic Dictionary // Review & Expositor. — 1930. — Т. 27, вип. 1 (1 січня). — С. 123–123. — ISSN 2052-9449 0034-6373, 2052-9449. — DOI:10.1177/003463733002700179.
18. ↑  Bruce E. (Bruce Elliott) Johansen. Encyclopedia of American Indian Contributions to the World: 15,000 Years of Inventions and Innovations (review) // The American Indian Quarterly. — 2002. — Т. 26, вип. 4 (25 березня). — С. 667–673. — ISSN 1534-1828. — DOI:10.1353/aiq.2004.0007.
19. ↑  Cécile Gouy-Gilbert. II. Las “guerras del Yaqui” (siglo xix) // Una resistencia india. — Centro de estudios mexicanos y centroamericanos, 1985. — 25 березня. — С. 53–103. — ISBN 9789688220566, 9782821855595.
20. ↑  Cécile Gouy-Gilbert. III. La participación de los Yaquis en la revolución // Una resistencia india. — Centro de estudios mexicanos y centroamericanos, 1985. — 25 березня. — С. 105–152. — ISBN 9789688220566, 9782821855595.
21. ↑  Mexico Troops Capture 415 in War on Yaquis // Los Angeles Times. — .
22. ↑  El Universal, September 28, 1927
23. ↑  El Universal, October 05, 1927
24. ↑  "Surrender Due in Yaqui Strife: Leader Expected to Accept Mexican Terms Today, " Los Angeles Times, October 2, 1927.
25. ↑  Lawrence Journal-World - Поиск в архиве Google Новостей. news.google.com. Процитовано 28 серпня 2019.